# Veliko Crniće
Veliko Crniće (cyr. Велико Црниће) – wieś w Serbii, w okręgu braniczewskim, w gminie Malo Crniće. W 2011 roku liczyła 566 mieszkańców.